# 梅心怡
林恩·艾倫·邁爾斯（英語：Lynn Alan Miles，1943年6月15日—2015年6月8日），漢名梅心怡、林邁爾，美國紐澤西州人，人權工作者，在臺灣戒嚴時期多次營救臺灣的政治犯而被列黑名單，直到1996年後解禁而長住臺灣。

## 生平

### 早年時期
梅心怡為1943年6月15日生於美國紐澤西州，原名Lynn Alan Miles。1962年8月，梅心怡從紐約搭船抵臺灣來找朋友鄭心本。學習華語期間，他暫住於鄭心本父親鄭介民的家庭。當時，身為大學生的梅心怡因反越戰，而遭學校開除。
1965年11月，梅心怡來臺灣國立臺灣師範大學學中文時，從美國友人讀到葛超智《被出賣的台灣》，得知二二八事件等，使得他開始關注臺灣民主問題。該年，梅心怡因曾讀李敖的文章，慕名前去拜訪他而結識。之後，1966年初，梅心怡數度到臺灣而暫宿在李敖家時，進而認識彭明敏、謝聰敏、魏廷朝。
1967年12月，梅心怡到西貢的直升機修理廠工作，見到美軍在越南的敗壞風氣。

### 限制入境
1968年到1984年間梅心怡常住於日本，兩任婚姻都娶日本籍配偶。他因第一任妻子是空服員之便，而能傳遞秘密信件給海外。1969年2月，宗像隆幸聯繫黃昭堂與梅心怡，協助彭明敏在1970年1月3日逃離臺灣。
1971年3月，隨著李敖、謝聰敏、魏廷朝相繼被捕，梅心怡也被被國民黨政府列入黑名單，無法入境臺灣。中華民國內政部對梅心怡的紀錄是又名「林邁爾」，指「對我方人權多所批評」、因協助彭明敏潛逃出境、安排許信良偷渡等原因被列管制入境。該年，梅心怡至東京找國際特赦組織委員會日本支部成員盧千惠，透露他希望拯救這些政治犯。同年夏，梅心怡和David Boggett合辦《浪人》雜誌，以報導台灣和韓國政治犯的消息，如二條一、大力水手事件等。之後，梅心怡以「台灣人權擁護國際委員會」（International Committee for the Defense of Human Rights in Taiwan）名義展開救援活動，與James Dulles Seymou等人合作。梅心怡整理政治犯、祕密審判及被刑求等資料，於《浪人》雜誌第8期首度將臺灣214名政治犯名單光公開，進而讓國際特赦組織於1976年10月正式公布調查報告、1977年美國Donald M. Fraser等議員召開台灣人權聽證會。
1977年7月，台灣政治犯救援會在東京成立，梅心怡為發起人及理事。據蔡焜霖所說，梅心怡和小林隆二郎在與那國島接引自臺灣偷渡的兩名難友，還以〈當我們同在一起〉當暗號。1970年代臺灣，楊金海、陳明忠、顏明聖、白雅燦、余登發、黃明宗等人政治事件、中壢事件消息皆透過身為國際特赦組織日本支部委員會委員的梅心怡傳遞，因而引起國際人權團體與美國國會注意。艾琳達指出，1978年6月23日陳菊遭捕時，即是透過大阪的梅心怡連繫運作。1979年，美麗島事件時，盧孝治回憶，他從田朝明輾轉拿到林義雄的求救訊息等資料，在大阪交由梅心怡，而能在及香港《七十年代》等雜誌批露。該年底，梅心怡安排雷震的《雷震回憶錄》在香港發行。

### 返美生活
1984年，梅心怡返回美國去照顧雙親。1985年，江南案，梅心怡陪伴劉宜良妻子舉行記者會。1986年，許信良、林水泉、謝聰敏在美國呼籲「打破海外黑名單」時，梅心怡也投入訴求的國際宣傳。1995年1月28日，華盛頓哥倫比亞特區，梅心怡、胡中信、許榮棋、葉雲國、郭文旭等與台灣人公共事務協會、全美台灣客家同鄉會、全美台灣同鄉會等社團至駐美台北經濟文化代表處，要求中華民國政府開放廣播電台。

### 長居臺灣
1996年4月22日，在民進黨中央黨部擔保下，內政部同意梅心怡以工作名義入境長住。梅心怡由盧孝治安排住在桃園龍潭的工作室，翻譯鍾肇政小說成英文本，閒暇時會去新竹的蝙蝠洞等地玩樂。1998年6月26日，國際特赦組織亞太地區在桃園結束三天會議後，時為縣長的呂秀蓮在縣府設晚宴感謝梅心怡、艾琳達等人。
美國入侵伊拉克發生時，2003年3月21日，梅心怡至美國在台協會抗議，並燒掉自己美國護照、宣布放棄美國國籍。2006年5月19日，行政院長蘇貞昌主持人權小組會議上，要求內政部以「重大特殊貢獻」放寬外國人取得永久居留權的門檻及範圍。內政部於2006年6月底修正放寬後，7月5日，警政署通知梅心怡領取永久居留證。
2008年12月10日，世界人權日，由吳三連台灣史料基金會在台大醫院國際會議廳舉行《梅心怡人權相關書信集》新書發表暨座談會。該年起，梅心怡在輔仁大學以專業技術級兼任教授身分，在輔仁大學跨文化研究所教導翻譯課程。
323佔領行政院事件，2014年3月23日當晚，梅心怡至行政院二樓資編科拍攝公文。當時，他感到異於平常的疲倦而提早離開行政院，5月返美探望家人回臺灣後才就醫，確定得間皮瘤。梅心怡聽從艾琳達建議，從龍潭搬至石碇養病。6月底，他因身體因素辭去輔仁大學兼任教授。
梅心怡發現得間皮瘤後，原希望捐出大體作為醫學研究，但因子女資料都在海外無法辦理公證，並沒有如願。幾次入院後，謝聰敏等也都抱病來探望他。2015年2月10日，偵辦太陽花學運的檢察官起訴梅心怡侵入他人建築物。5月12日，梅心怡入住新店區的慈濟醫院安寧病房。在他離世前的一周，胡德夫等友人們為他舉辦了一個嬉皮式的生前告別會。友人資助安排梅心怡前妻和兩個女兒來台見他最後一面時，梅心怡感傷自己為了政治理想而犧牲家庭，希望得到妻女的諒解。臨終前，梅心怡在病床上緊握總統候選人蔡英文的手拜託要保護台灣人民。6月8日凌晨1點半，梅心怡病逝。

## 身後

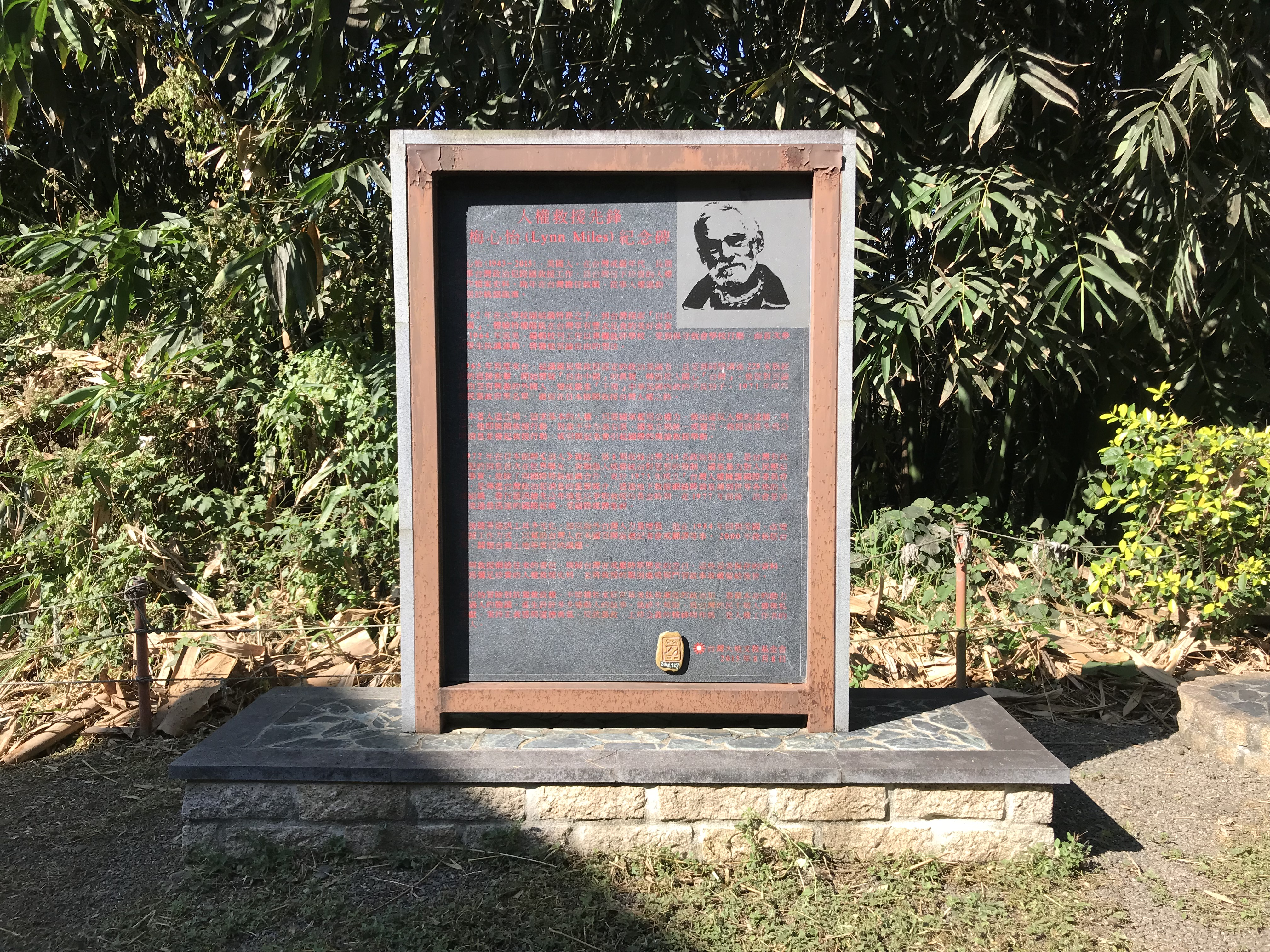
梅心怡紀念碑

2015年6月13日於台北市立第二殯儀館火化，骨灰一部分留在台灣作樹葬另一部分交給遺族。
2016年2月27日，台灣大地文教基金會於南投縣草屯鎮台灣聖山生態教育園區為梅心怡紀念碑揭碑，基金會董事長楊緒東、前駐日代表許世楷及上百位民眾參加。

## 著作
- 張炎憲、沈亮 (编). . 吳三連台灣史料基金會. 2009  [2024-02-06]. ISBN 9789868188969. （原始内容存档于2024-02-07）.
- 張炎憲、沈亮 (编). . 吳三連台灣史料基金會. 2010  [2024-02-06]. ISBN 9789868513327. （原始内容存档于2024-02-06）.
- 張炎憲、沈亮 (编). . 吳三連台灣史料基金會. 2010  [2024-02-06]. ISBN 9789868513372. （原始内容存档于2024-02-06）.
- 張炎憲、沈亮 (编). . 吳三連台灣史料基金會. 2019  [2024-02-06]. ISBN 9789868711334. （原始内容存档于2024-02-06）.
- 艾琳達、梅心怡 (编). . 社團法人臺灣社會改造協會. 2008  [2024-12-15]. ISBN 9789868433809. （原始内容存档于2025-04-16）.